# Cyperus rhynchosporoides
Cyperus rhynchosporoides är en halvgräsart som beskrevs av Georg Kükenthal. Cyperus rhynchosporoides ingår i släktet papyrusar, och familjen halvgräs. Inga underarter finns listade i Catalogue of Life.